# Swenka
Le terme swenkas désigne des zoulous de la classe ouvrière qui participent à des compétitions amateurs de mode et de chorégraphies, en Afrique du Sud. Le but de ces compétitions est d'afficher son style et son sens de l'attitude. La pratique, appelée « swenking », dérive finalement du mot anglais « swank ». 
Ces hommes bien habillés sont fiers et considérés comme une source d'inspiration pour les autres. Souvent, le samedi soir, ils se retrouvent pour participer à une sorte de défilé de mode. Les Swenkas sont jugés à la fois sur ce qu'ils portent (généralement, des costumes de créateurs coûteux avec des noms européens bien connus sur leurs étiquettes) et sur leurs mouvements chorégraphiés (leur «swank»). Il y a un droit d'entrée pour participer à ces swank-offs et le gagnant de la soirée rentre chez lui avec une partie de l'argent collecté auprès des concurrents. Les hommes suivent certaines codes et valeurs édictés par le swanking, comme la propreté physique, la sobriété et surtout le respect de soi. En 2004, le cinéaste danois Jeppe Rønde (en) a créé un court documentaire intitulé The Swenkas, gratuit à visionner sur YouTube et revu en 2005 dans le New York Times comme "une étude en contrastes".
Des éléments du « dandysme africain » tel qu'exprimé par les Swenkas se retrouvent également en République démocratique du Congo (RDC), où les participants sont connus sous le nom de Sapeurs et le phénomène s'appelle La Sape ou Sapologie. Selon un documentaire YouTube intitulé "The Congo Dandies" produit par la chaîne de télévision contrôlée par l'État russe RT, les soldats congolais rentrant de France après la Seconde Guerre mondiale rapporteraient avec eux le goût de la dernière mode parisienne, mais d'autres sources affirment que dès 1920, des travailleurs coloniaux ouest-africains appelés Bapopo arrivent au Congo et inspirent l'élite congolaise à rejeter les notions d'infériorité enracinée causées par le colonialisme français et belge.